# Urwiedź
Urwiedź (biał. Урведзь, Urwiedź; ros. Урведь, Urwied`) – wieś na Białorusi, w obwodzie mińskim, w rejonie kleckim, w sielsowiecie Morocz.
Współcześnie miejscowość składa się z dawnej wsi Urwiedź oraz folwarków Urwiedź i Milewskie.

## Historia
W XIX i w początkach XX w. wieś i majątek ziemski położone w Rosji, w guberni mińskiej, w powiecie słuckim, w gminie Kijewicze. Należały do Radziwiłłów, później do Wojniłłowiczów z Mokran.
W dwudziestoleciu międzywojennym Urwiedź i Milewskie leżały w Polsce, w województwie nowogródzkim, w powiecie nieświeskim, w gminie Zaostrowiecze. Demografia w 1921 przedstawiała się następująco:
|                   | Liczba mieszkańców | Budynki | Narodowość  | Narodowość        | Wyznanie    | Wyznanie   | Wyznanie |
| Polacy            | Liczba mieszkańców | Budynki | Białorusini | rzymskokatolickie | prawosławne | mojżeszowe |          |
| ----------------- | ------------------ | ------- | ----------- | ----------------- | ----------- | ---------- | -------- |
| wieś Urwiedź      | 419                | 70      | 419         | –                 | 14          | 394        | 11       |
| folwark Urwiedź   | 23                 | 2       | 17          | 6                 | 3           | 20         | –        |
| folwark Milewskie | 15                 | 2       | 15          | –                 | –           | 15         | –        |

Położone były wówczas w pobliżu granicy ze Związkiem Sowieckim.
Po II wojnie światowej w granicach Związku Sowieckiego. Od 1991 w niepodległej Białorusi.